# Tricolore (métro de Milan)
Pour les articles homonymes, voir Tricolore.
Tricolore est une station de métro à Milan, en Italie. Située sur la ligne 4 du métro de Milan entre San Babila et Dateo, elle a ouvert le 4 juillet 2023.